# Bévillers
Bévillers ist eine französische Gemeinde mit 537 Einwohnern (Stand: 1. Januar 2022) im Département Nord in der Region Hauts-de-France. Sie gehört zum Arrondissement Cambrai und ist Mitglied des Gemeindeverbands Communauté d’agglomération du Caudrésis et du Catésis. Die Bewohner werden Bévillersois und Bévillersoises genannt.

## Geografie
Die Gemeinde Bévillers liegt im Südwesten des französischen Teils der historischen Grafschaft Hennegau, elf Kilometer östlich von Cambrai. Sie grenzt im Norden an Saint-Hilaire-lez-Cambrai, im Osten an Quiévy, im Südosten an Béthencourt, im Süden an Beauvois-en-Cambrésis und im Westen an Boussières-en-Cambrésis.

## Bevölkerungsentwicklung
| Jahr                       | 1962 | 1968 | 1975 | 1982 | 1990 | 1999 | 2008 | 2013 | 2020 |
| Einwohner                  | 609  | 586  | 534  | 525  | 584  | 565  | 576  | 535  | 560  |
| Quellen: Cassini und INSEE |      |      |      |      |      |      |      |      |      |

## Sehenswürdigkeiten
- Kirche Saint-Rhomas
- Wasserturm

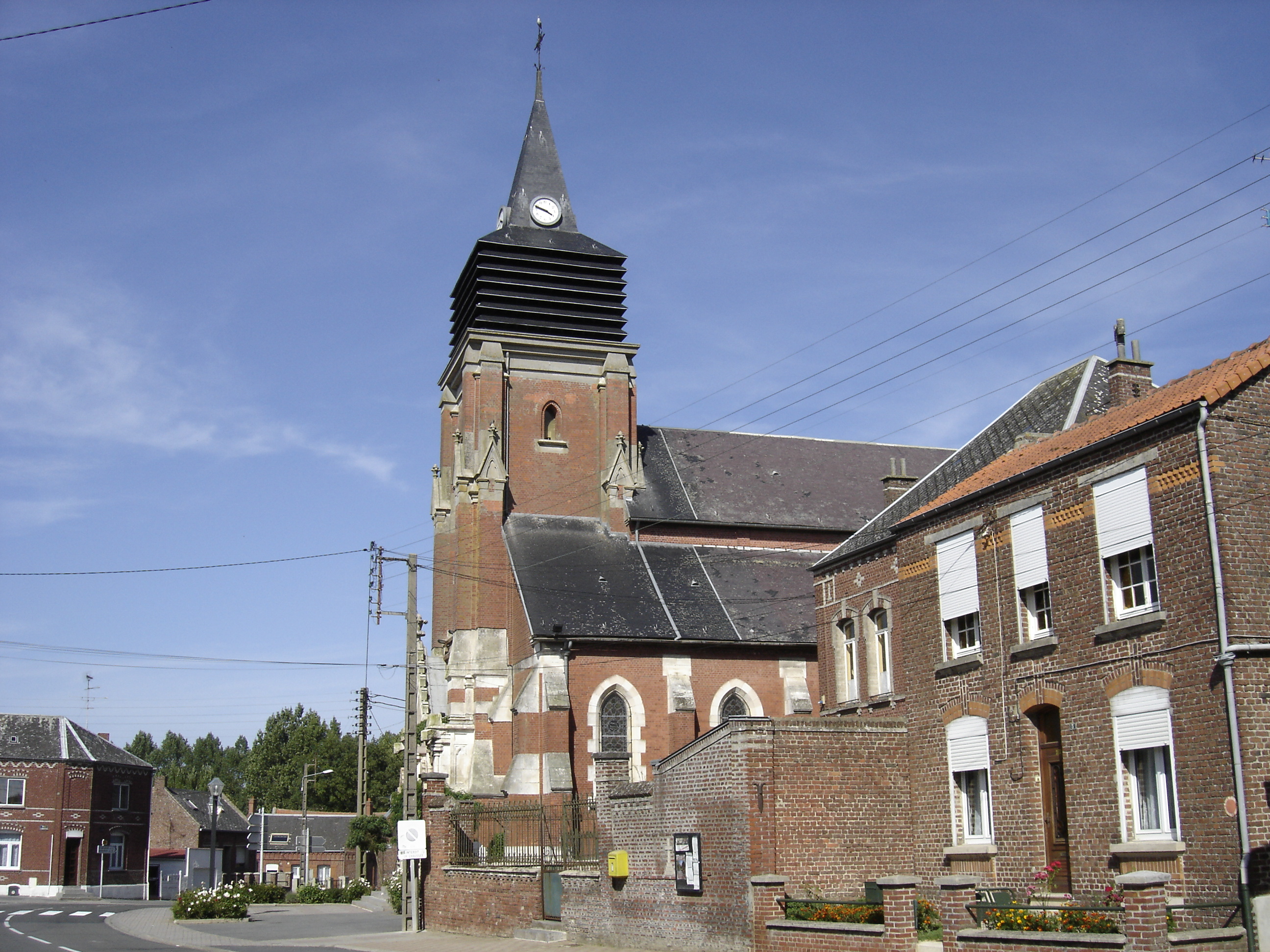
Kirche Saint-Thomas
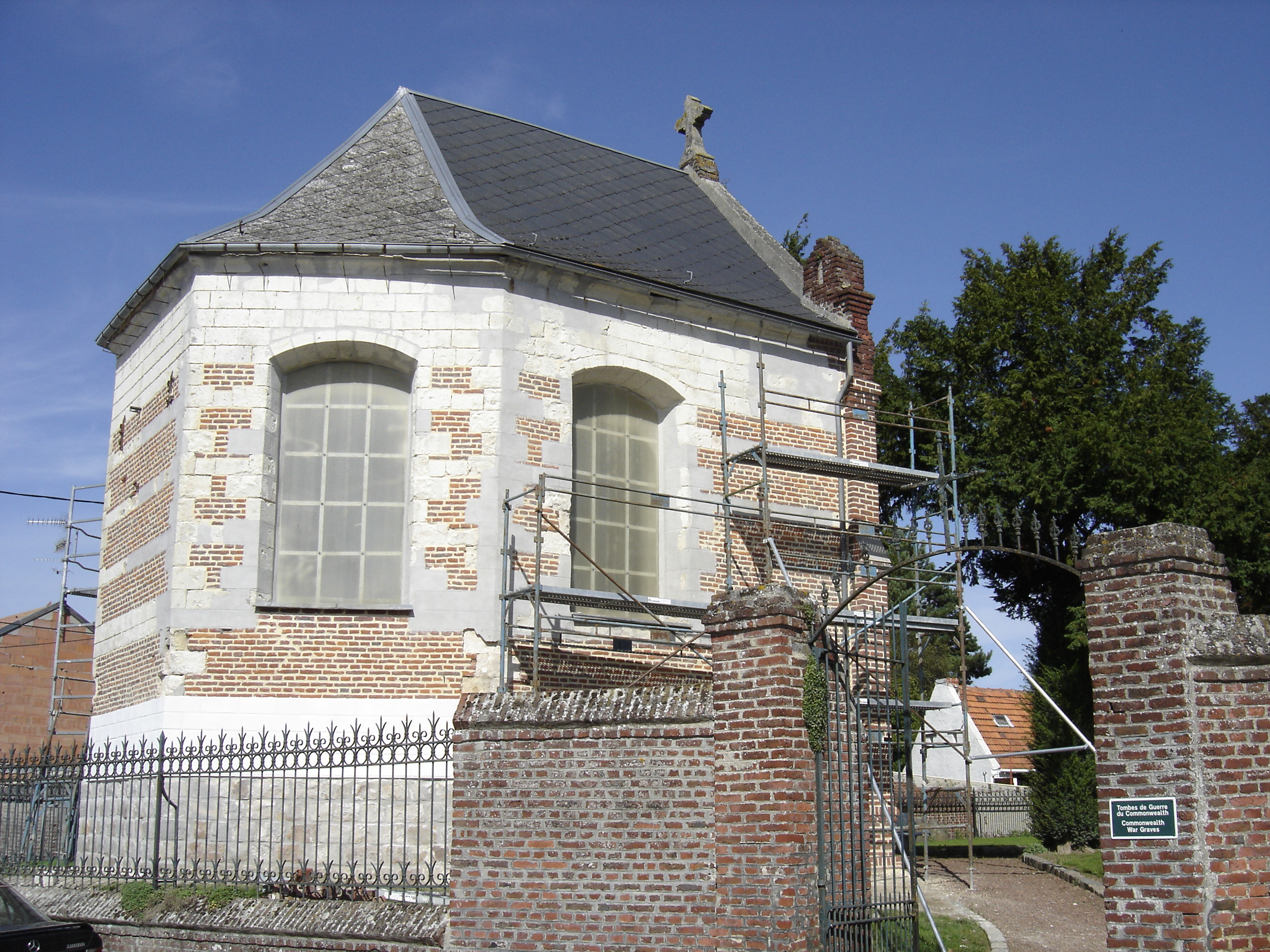
Friedhofskapelle
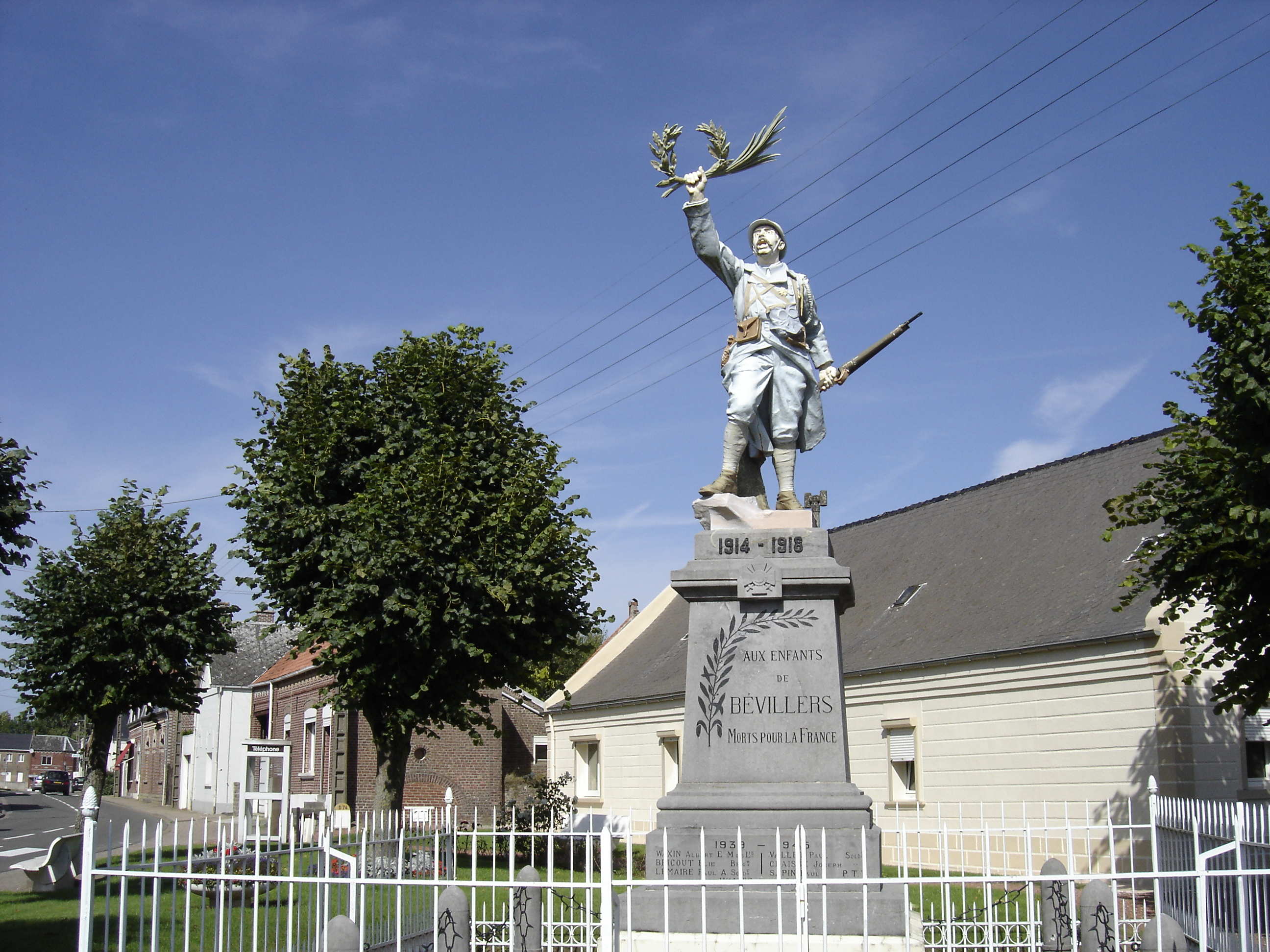
Gefallenendenkmal